# La ciudad de los prodigios
La ciudad de los prodígios (La ciutat dels prodigis) és una novel·la de l'escriptor Eduardo Mendoza, publicada el 1986 per l'editorial Seix Barral. S'hi fa un retrat viu de l'evolució de la ciutat de Barcelona entre les exposicions universals de 1888 i 1929. No es tracta d'una novel·la històrica a l'ús, com ja adverteix el seu autor en el pròleg, sinó d'una transcripció de la memòria col·lectiva d'una generació de barcelonins. Prenent-se les llicències literàries necessàries per forjar una història novel·lada, Eduardo Mendoza mostra l'evolució d'una societat completa des del seu estancament inicial fins al seu desenvolupament industrial, econòmic i social. Va ser inclosa en la llista de les 100 millors novel·les en castellà del segle XX del periòdic «El Mundo». Segons Julià Guillamon, l'obra descriu les constants històriques que van dur a la degradació de la ciutat.